# M. S. Baburaj
Mohammad Sabir Baburaj (3 de marzo de 1921 - 7 de octubre de 1978) fue un compositor musical indio. A menudo se le atribuye el renacimiento de la música de cine malayalam. Baburaj ha interpretado música para muchas canciones de cine malayalam que se han convertido en clásicos.

## Primeros años
Baburaj nació el 3 de marzo de 1921 en Kozhikode, conocido entonces como Calicut. Su infancia transcurrió en la indigencia y la pobreza. Su padre, Jan Muhammed Khan, era un músico de música indostaní de Bengala que solía dar conciertos en Kerala. Abandonó a su madre malayali cuando Baburaj era muy joven y regresó a su natal Calcuta. Baburaj quedó huérfano de padre y a menudo cantaba en los trenes para ganarse la vida. Sin embargo, un policía llamado Kunjumuhammed (conocido como Kunjumuhammed ika), entusiasta de la música de su ciudad natal, Kozhikode, al notar el talento vocal del niño, decidió adoptarlo virtualmente.

## Carrera musical
Uno de sus mayores logros fue la introducción de los tonos hindustaníes en la música popular malayalam. Componía melodías basadas en ragas hindustaníes y las combinaba con letras en malayalam. La mayoría de las letras fueron escritas por eminentes poetas malayalam como P. Bhaskaran y Vayalar.
Baburaj aprendió lecciones básicas de música clásica hindustaní de su padre desde muy joven, pero no pudo continuar con su aprendizaje debido a la muerte de su padre. En busca de música pura, el joven Baburaj visitó Bengala Occidental, Bombay y Sri Lanka. Durante este período, aprendió a tocar el armonio.
Regresó a Kerala a una existencia precaria. Cantaba en las calles de Kozhikode para ganarse la vida. El policía Kunju Muhammed, que era fanático del padre de Baburaj, lo adoptó y lo crio.

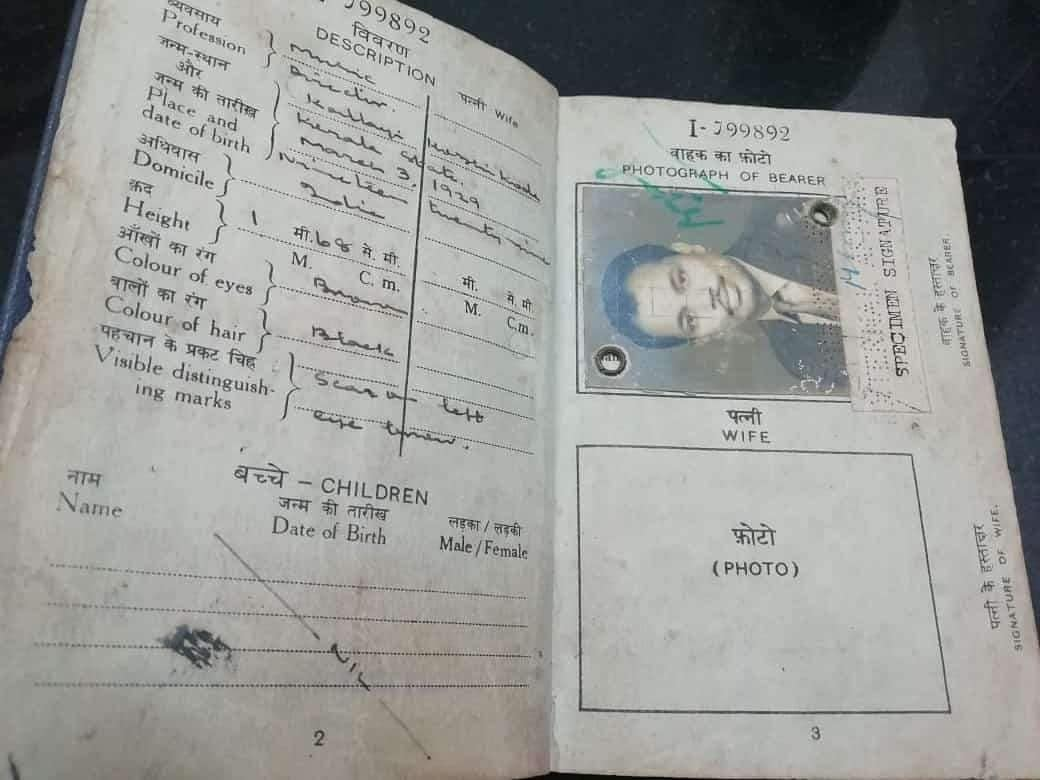
Pasaporte de M. S. Baburaj.

Más tarde, comenzó a componer música para las obras de teatro malayalam en la región de Malabar y, poco a poco, ingresó en el campo de la dirección musical. En 1957, compuso música para la película malayalam Minnaminungu de Ramu Kariat, ingresando así a la industria cinematográfica malayalam. Luego trabajó con el director P. Venu y compuso canciones clásicas como "Anuragaganam Pole", "Ezhuthiyatharanu Sujatha" y "Kalichirimaaratha Penne" para la película Udhyogastha (1967).
Baburaj también fue un cantante y armonista consumado.

## Muerte
Después de 1970, la vida de Baburaj llegó al borde del colapso.El consumo excesivo de alcohol lo enfermó. En sus últimos años, nadie se preocupó por su familia. Finalmente, el 7 de octubre de 1978, a los 57 años, falleció en un hospital general en  Madras, tras sufrir un ictus hemorrágico masivo. Su cuerpo fue llevado de regreso a su ciudad natal y fue enterrado en una iglesia cercana.  Le sobrevivieron su esposa e hijos.

## Legado
La combinación de Baburaj – P. Bhaskaran – Yesudas produjo muchas de las melodías malayas más memorables de las décadas de 1960 y 1970. La mayoría de sus dúos clásicos fueron interpretados por P. Leela, K. J. Yesudas y S. Janaki, cada uno grabando también composiciones solistas de Baburaj. Muchas de las canciones de Baburaj siguen siendo muy populares en Kerala, con canciones como "Oru Pushpam Maatram" frecuentemente interpretadas en eventos en vivo.
La compañía Manorama Music encontró por casualidad un antiguo casete de audio de Baburaj interpretando algunas de sus propias composiciones en un círculo de amigos. El casete, titulado "Baburaj Padunnu", fue remezclado y se convirtió en un éxito instantáneo. Las pistas dieron a Kerala un renovado gusto por la música de Baburaj con su estilo único de canto conmovedor. Aunque fue un compositor exitoso, Baburaj nunca fue un profesional de carrera, sino que mantuvo su enfoque en su arte. Hoy en día, varios clubes y organizaciones musicales realizan programas en honor a Baburaj ('Babukka' para sus amigos y conocidos), y donan las ganancias a su familia. Durante su época, el dinero no era fácil de conseguir para los artistas, y Baburaj nunca logró ganar mucho, muriendo en la pobreza. "Thrikkakkare theerthakkare", cantada por P. Susheela en la película de 1978 Yagaswam, dirigida por Hariharan, fue su última canción grabada.
En 1983, Baburaj recibió póstumamente el Kerala Sangeetha Nataka Akademi Award en la categoría de Música Ligera.

## Discografía
| Película                 | Año  |
| ------------------------ | ---- |
| Minnaminugu              | 1957 |
| Umma                     | 1960 |
| Kandam Becha Kottu       | 1961 |
| Mudiyanaya Puthran       | 1961 |
| Laila Majnu              | 1962 |
| Palattu Koman            | 1962 |
| Bhagyajathakam           | 1962 |
| Ninamaninja Kalpadukal   | 1963 |
| Moodupadam               | 1963 |
| Thacholi Othenan         | 1964 |
| Kuttikkuppayam           | 1964 |
| Karutha Kai              | 1964 |
| Bhargavi Nilayam         | 1964 |
| Bharthavu                | 1964 |
| Subaidha                 | 1965 |
| Kadathukaran             | 1965 |
| Porter Kunjali           | 1965 |
| Ammu                     | 1965 |
| Kuppivala                | 1965 |
| Thankakkudam             | 1965 |
| Kattuthulasi             | 1965 |
| Mayavi                   | 1965 |
| Chettathi                | 1965 |
| Thommante Makkal         | 1965 |
| Sarppakkaadu             | 1965 |
| Maanikyakottaram         | 1966 |
| Penmakkal                | 1966 |
| Koottukar                | 1966 |
| Kaattumallika            | 1966 |
| Anarkali                 | 1966 |
| Tharavattamma            | 1966 |
| Poochakkanni             | 1966 |
| Kanakachilanga           | 1966 |
| Iruttinte Athmavu        | 1967 |
| Agniputhri               | 1967 |
| Balyakalasakhi           | 1967 |
| Udhyogastha              | 1967 |
| Karutha Rathrikal        | 1967 |
| Khadeeja                 | 1967 |
| Anweshichu Kandethiyilla | 1967 |
| Collector Malathy        | 1967 |
| Pareeksha                | 1967 |
| Manaswini                | 1968 |
| Inspector                | 1968 |
| Kaarthika                | 1968 |
| Lakshaprabhu             | 1968 |
| Love in Kerala           | 1968 |
| Midumidukki              | 1968 |
| Anchu Sundarikal         | 1968 |
| Sandhya                  | 1969 |
| Velliyazhcha             | 1969 |
| Virunnukari              | 1969 |
| Saraswathi               | 1970 |
| Anadha                   | 1970 |
| Olavum Theeravum         | 1970 |
| Bheekara Nimishangal     | 1970 |
| Vivaham Swargathil       | 1970 |
| Ambalapravu              | 1970 |
| Priya                    | 1970 |
| Cross Belt               | 1970 |
| Kuttyedathi              | 1971 |
| Manpeda                  | 1971 |
| Lora Neeyevide           | 1971 |
| Rathrivandi              | 1971 |
| Puthenveedu              | 1971 |
| Ernakulam Junction       | 1971 |
| Panimudakku              | 1972 |
| Pulliman                 | 1972 |
| Sambhavami Yuge Yuge     | 1972 |
| Azhimukham               | 1972 |
| Mappusakshi              | 1972 |
| Bhadradeepam             | 1973 |
| Aaradhika                | 1973 |
| Ladies Hostel            | 1973 |
| Soundaryapooja           | 1973 |
| Manassu                  | 1973 |
| Chuzhi                   | 1973 |
| Kaamini                  | 1974 |
| Nathoon                  | 1974 |
| Swarnna Malsyam          | 1975 |
| Bhaaryaye Aavashyamundu  | 1975 |
| Criminals                | 1975 |
| Njaan Ninne Premikkunnu  | 1975 |
| Sthreedhanam             | 1975 |
| Appooppan                | 1976 |
| Srishti                  | 1976 |
| Pushpasharam             | 1976 |
| Allahu Akbar             | 1977 |
| Dweepu                   | 1977 |
| Yatheem                  | 1977 |
| Gaandharvam              | 1978 |
| Bhrashtu                 | 1978 |
| Yagaswam                 | 1978 |
| College Beauty           | 1979 |
| Krishnatulasi            | 1979 |